# Collegio uninominale Calabria - 02 (Camera dei deputati 2017)
Il collegio elettorale uninominale Calabria - 02 è stato un collegio elettorale uninominale della Repubblica Italiana per l'elezione della Camera tra il 2017 ed il 2022.

## Territorio
Come previsto dalla legge elettorale italiana del 2017, il collegio era stato definito tramite decreto legislativo all'interno della circoscrizione Calabria.
Era formato dal territorio di 42 comuni: Acri, Albidona, Alessandria del Carretto, Amendolara, Bocchigliero, Calopezzati, Caloveto, Campana, Canna, Cariati, Cassano all'Ionio, Castroregio, Cerchiara di Calabria, Corigliano Calabro, Cropalati, Crosia, Francavilla Marittima, Longobucco, Mandatoriccio, Montegiordano, Nocara, Oriolo, Paludi, Pietrapaola, Plataci, Rocca Imperiale, Roseto Capo Spulico, Rossano, San Cosmo Albanese, San Demetrio Corone, San Giorgio Albanese, San Giovanni in Fiore, San Lorenzo Bellizzi, San Lorenzo del Vallo, Santa Sofia d'Epiro, Scala Coeli, Spezzano Albanese, Terranova da Sibari, Terravecchia, Trebisacce, Vaccarizzo Albanese e Villapiana.
Il collegio era quindi interamente compreso nella provincia di Cosenza.
Il collegio era parte del collegio plurinominale Calabria - 01.

## Eletti
| Elezione | Elezione | Deputato        | Partito            |
| -------- | -------- | --------------- | ------------------ |
|          | 2018     | Francesco Sapia | Movimento 5 Stelle |
|          | 2021     | Francesco Sapia | L'alternativa c'è  |

## Dati elettorali

### XVIII legislatura
Come previsto dalla legge elettorale, 232 deputati erano eletti con sistema a maggioranza relativa in altrettanti collegi uninominali a turno unico.
| Candidati              | Candidati                 | Voti    | %     | Liste                                | Voti    | %     |
| ---------------------- | ------------------------- | ------- | ----- | ------------------------------------ | ------- | ----- |
|                        | Francesco Sapia ✔️ Eletto | 52 640  | 50,10 | Movimento 5 Stelle                   | 52 640  | 50,10 |
|                        | Ernesto Rapani            | 27 670  | 26,34 | Forza Italia                         | 14 279  | 13,59 |
| Lega                   | Ernesto Rapani            | 27 670  | 26,34 | 6 346                                | 6,04    |       |
| Fratelli d'Italia      | Ernesto Rapani            | 27 670  | 26,34 | 5 532                                | 5,27    |       |
| Noi con l'Italia - UDC | Ernesto Rapani            | 27 670  | 26,34 | 1 513                                | 1,44    |       |
|                        | Ferdinando Aiello         | 18 455  | 17,57 | Partito Democratico                  | 15 259  | 14,52 |
| Civica Popolare        | Ferdinando Aiello         | 18 455  | 17,57 | 1 376                                | 1,31    |       |
| Italia Europa Insieme  | Ferdinando Aiello         | 18 455  | 17,57 | 1 087                                | 1,03    |       |
| +Europa                | Ferdinando Aiello         | 18 455  | 17,57 | 733                                  | 0,70    |       |
|                        | Mario Bonacci             | 2 920   | 2,78  | Liberi e Uguali                      | 2 920   | 2,78  |
|                        | Francesco Delia           | 933     | 0,89  | Potere al Popolo!                    | 933     | 0,89  |
|                        | Gessica Oliverio          | 631     | 0,60  | Italia agli Italiani                 | 631     | 0,60  |
|                        | Francesco Silvestri       | 560     | 0,53  | Partito Comunista                    | 560     | 0,53  |
|                        | Valentina Timpanaro       | 426     | 0,41  | CasaPound                            | 426     | 0,41  |
|                        | Oriana Palmucci           | 282     | 0,27  | Il Popolo della Famiglia             | 282     | 0,27  |
|                        | Umile Porto               | 258     | 0,25  | Partito Valore Umano                 | 258     | 0,25  |
|                        | Rita Vulcano              | 180     | 0,17  | Lista del Popolo per la Costituzione | 180     | 0,17  |
|                        | Lidia Luzzaro             | 110     | 0,10  | Per una Sinistra Rivoluzionaria      | 110     | 0,10  |
| Totale                 | Totale                    | 105 065 | 100   |                                      | 105 065 | 100   |
|                        |                           |         |       |                                      |         |       |
| Voti non validi        | Voti non validi           | 4 424   | 4,04  |                                      |         |       |
| Votanti                | Votanti                   | 109 489 | 61,73 |                                      |         |       |
| Elettori               | Elettori                  | 177 377 |       |                                      |         |       |